# 吉尾康秀
吉尾 康秀（よしお やすひで、1965年10月16日 - ）は、日本の俳優。
東京都出身。埼玉県立菖蒲高等学校卒業。オフィスTAKUMIに所属していた。

## 出演

### 連続テレビドラマ
- あぶない女たち　レギュラー（1990）＜フジテレビ系列＞
- いのち草　レギュラー (1990) ＜日本テレビ系列＞
- 水晶の青い影　ゲスト主演 (1991）＜TBS系列＞
- 眠れない夜をかぞえて  ゲスト 第6話「愛」（1992）＜TBS系列＞
- 俺たちルーキーコップ  ゲスト (1992）＜TBS系列＞
- 愛しの刑事  ゲスト（1992年）＜テレビ朝日系列＞
- 往診ドクター事件カルテ  ゲスト 第2話「命を賭けた恋」（1992）＜テレビ朝日系列＞
- パパっ子ちゃん  ゲスト（1993）＜日本テレビ系列＞
- 新空港物語  ゲスト 第4話「雪の成田・パリ便に遅れた女! 不倫旅行」(1994) ＜テレビ朝日系列＞
- 横浜心中  ゲスト 第4話「殺人の真相・憎悪の果て…逃走」（1994）＜日本テレビ系列＞
- 湘南リバプール学院  ゲスト（1995）＜フジテレビ系列＞
- ウルトラマンティガ  ゲスト 第16話「よみがえる鬼神」- 盗掘者・関口（1996）＜TBS系列＞

### 単発テレビドラマ
- 月曜ドラマスペシャル /「温泉中居番頭物語」(1990) ＜TBS系列＞
- ドラマティック22 /「ミニパトより愛をこめて」（1990）＜TBS系列＞
- 月曜・女のサスペンス / 特選作家ミステリー「殺人者は歌わない 月の砂漠殺人事件」（1992）＜テレビ東京系列＞
- 日曜ドラマハウス /「姿なき訪問者」(1992) ＜フジテレビ系列＞
- ドラマシティー'92 /「私の欲しい結婚」（1992）＜日本テレビ系列＞
- 火曜サスペンス劇場 /「情事の背景」（1992）　＜日本テレビ系列＞
- 月曜ドラマスペシャル /「山村美紗サスペンス 女子大生ホステス名探偵 華やかな密室殺人２」（1993）＜TBS系列＞
- 花王名人劇場 /「裸の大将放浪記 第68作 清と自転車少年の夢」（1994）＜フジテレビ系列＞

### 映画
- 押忍!!空手部（1990）＜松竹＞
- 修羅場の人間学（1993）＜東映＞
- 右向け左!自衛隊へ行こう（1994）＜KSS＞
- 右向け左!自衛隊へ行こう２（1994）＜KSS＞
- さわこの恋 1000マイルも離れて（1995）＜KSS＞
- 美乳大作戦メスパイ（1997）＜東宝＞

### Vシネマ
- トップデリバリー（1992）＜ハゴロモ＞
- 悪い金儲け（1992）＜SoftGarage＞
- 特別交通機動隊バトルチェイス（1994）＜バンダイビジュアル＞
- テロリストEmi（1998）＜ラインコミュニケーションズ＞

### バラエティ
- タモリのスーパーボキャブラ天国（1995）＜フジテレビ系列＞

### 企業VP
- 小松製作所 Wing250（1995）

### CM
- 東芝（1992）
- ナムコ（1992）

### モデル
- ワークマン（1992）

| スタブアイコン | サブスタブ | この項目は、まだ閲覧者の調べものの参照としては役立たない、俳優（男優・女優）に関連した書きかけの項目です。この項目を加筆・訂正などしてくださる協力者を求めています（P:映画/PJ芸能人）。 |